# Dekanat Chełmno
Dekanat Chełmno – jeden z 24 dekanatów w rzymskokatolickiej diecezji toruńskiej.

## Historia
Dekanat chełmiński niegdyś należał do diecezji chełmińskiej z siedzibą w Pelplinie. Od 25 marca 1992 roku przynależy on do diecezji toruńskiej, którą utworzył  papież Jan Paweł II bullą „Totus Tuus Poloniae Populus”. Obecny kształt dekanat uzyskał 2 grudnia 2001 roku po reorganizacji struktur diecezjalnych, którą przeprowadził ówczesny biskup toruński Andrzej Suski.

## Parafie
Lista parafii (stan z 14 lipca 2025):
| Lp | Miejscowość / parafia                                         | Proboszcz / administrator    | Zdjęcie |
| -- | ------------------------------------------------------------- | ---------------------------- | ------- |
| 1  | Chełmno parafia św. Józefa                                    | ks. Tadeusz Miszewski SAC    |         |
| 2  | Chełmno parafia Wniebowzięcia NMP                             | ks. kan. Zbigniew Wawrzyniak |         |
| 3  | Górne Wymiary parafia Najświętszego Serca Pana Jezusa         | ks. Mirosław Parulski        |         |
| 4  | Lisewo parafia Podwyższenia Krzyża Świętego                   | ks. Kazimierz Recki          |         |
| 5  | Sarnowo parafia św. Marcina                                   | ks. kan. Marek Zieliński     |         |
| 6  | Starogród parafia św. Barbary                                 | ks. Bartłomiej Sławiński     |         |
| 7  | Wabcz parafia św. Bartłomieja i Anny                          | ks. kan. Piotr Podlewski     |         |
| 8  | Wielkie Czyste parafia św. Katarzyny                          | ks. kan. Andrzej Zblewski    |         |
| 9  | Wielkie Łunawy parafia Wniebowzięcia Najświętszej Maryi Panny | ks. Marcin Zieliński         |         |

## Sąsiednie dekanaty
Chełmża, Grudziądz II, Świecie (diec. pelplińska), Unisław Pomorski, Wąbrzeźno